# Altenhagen (Celle)
Altenhagen ist ein Stadtteil von Celle. Es liegt im nordöstlichen Bereich des Stadtgebietes. Seine Gründung geht auf das Jahr 1377 zurück.

## Geschichte
Altenhagen wurde als Straßendorf gegründet und fand im Jahr 1377 als Oldenhagen erstmals urkundliche Erwähnung.
Am 1. Januar 1973 wurde Altenhagen in die Kreisstadt Celle eingegliedert.

## Politik

### Ortsrat
Der Ortsrat, der die Ortsteile Altenhagen, Bostel und Lachtehausen vertritt, setzt sich aus sieben Mitgliedern zusammen. Die Ratsmitglieder werden durch eine Kommunalwahl für jeweils fünf Jahre gewählt.

Bei der Kommunalwahl 2021 ergab sich folgende Sitzverteilung:
| Ortsrat 2021Insgesamt 7 Sitze - SPD: 2 - Grüne: 1 - Unab.: 1 - CDU: 3 |

### Ortsbürgermeister
Ortsbürgermeisterin ist Ute Hinterthür.

## Wirtschaft und Infrastruktur
Der Ort wird durch die von Celle nach Eschede und Uelzen führende Bundesstraße 191 in ein neues Industriegebiet und den ursprünglichen Ortsteil geteilt. Im Industriegebiet befindet sich u. a. das Verteilzentrum der Post. Am Ortsrand führt die Bahnstrecke Celle–Wittingen vorbei, der Bahnhof Altenhagen wird seit Einstellung des Personenverkehrs nur noch selten genutzt.
Das Zentrum des alten Ortsteils wird durch mehrere landwirtschaftliche Höfe und einige handwerkliche Betriebe geprägt. Dort befindet sich ein Kindergarten und das örtliche Gemeindezentrum der Celler Stadtkirchengemeinde. Am nordöstlichen Ortsrand befindet sich ein großes Berufsschulzentrum mit der BBS I und BBS IV (Albrecht-Thaer-Schule).
Die Siedlungsform entspricht in weiten Teilen der eines Hagenhufendorfes.

## Religion
Altenhagen ist Teil der evangelisch-lutherischen Kirchengemeinde Stadtkirche St. Marien. Diese und damit Altenhagen ist Teil des Kirchenkreises Celle.
Die römisch-katholischen Christen sind Teil des Bistums Hildesheim.

## Baudenkmale
- Liste der Baudenkmale in Celle-Außenbereiche#Altenhagen